# Cemitério de Grunewald

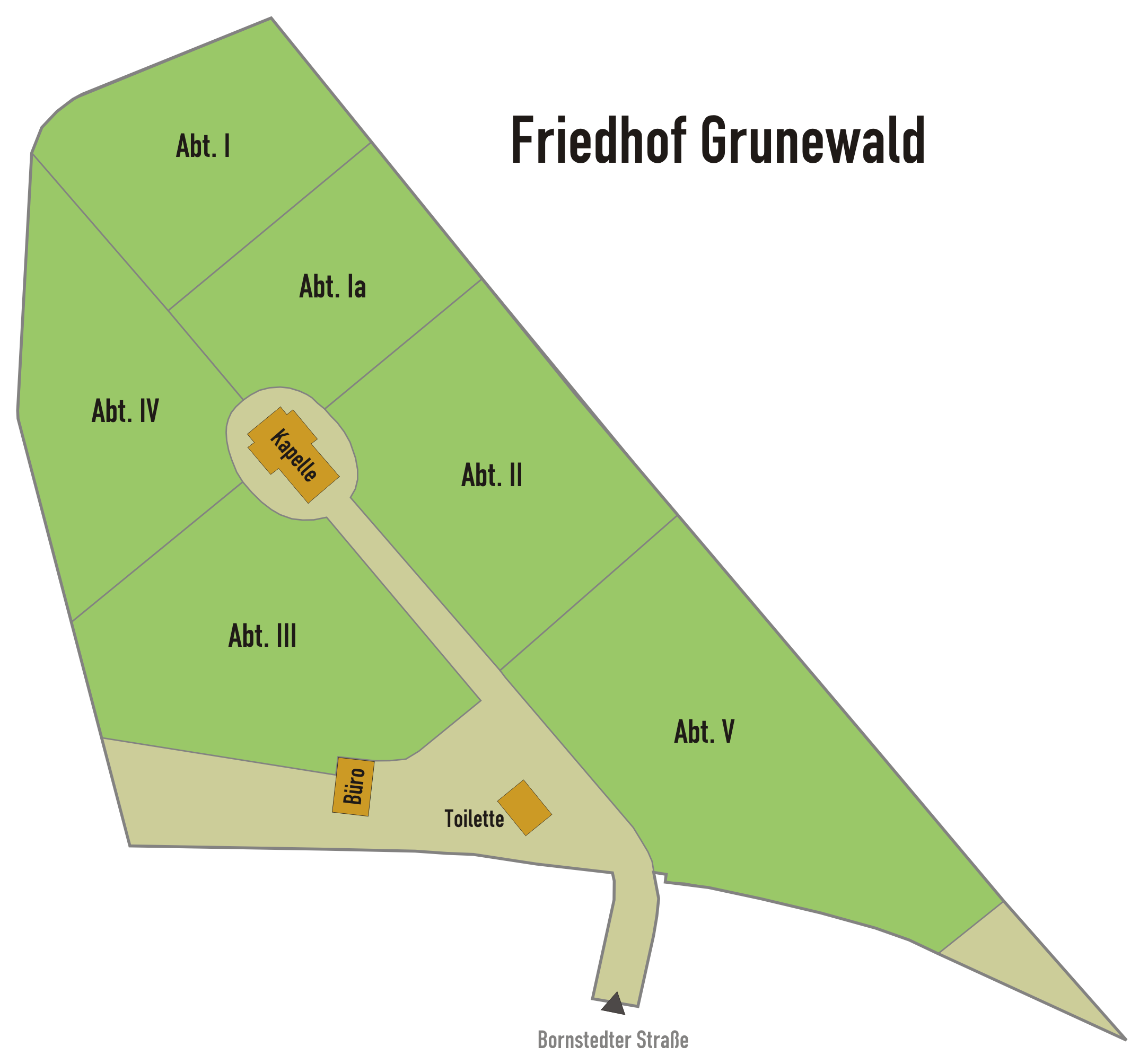
Seções do cemitério Grunewald

O Cemitério de Grunewald (em alemão:  Friedhof Grunewald) foi instituído em 1891/1892 para a então vila-colônia de Berlim Grunewald, distrito de Charlottenburg-Wilmersdorf, localizado na Bornstedter Straße 11/12. Devido à sua localização entre trilhos é também denominado Toteninsel (ilha dos mortos).

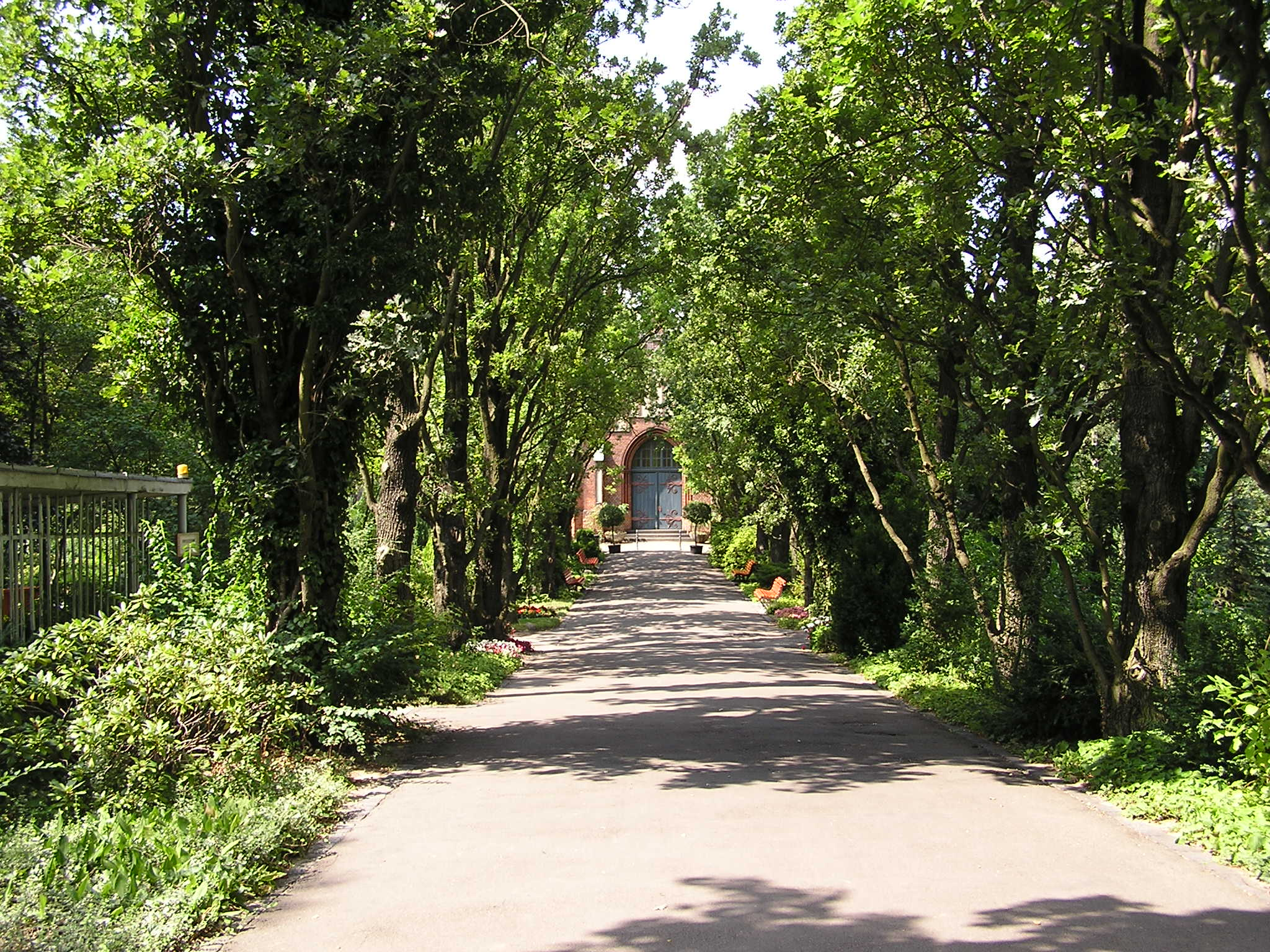
Caminho principal ladeado por carvalhos

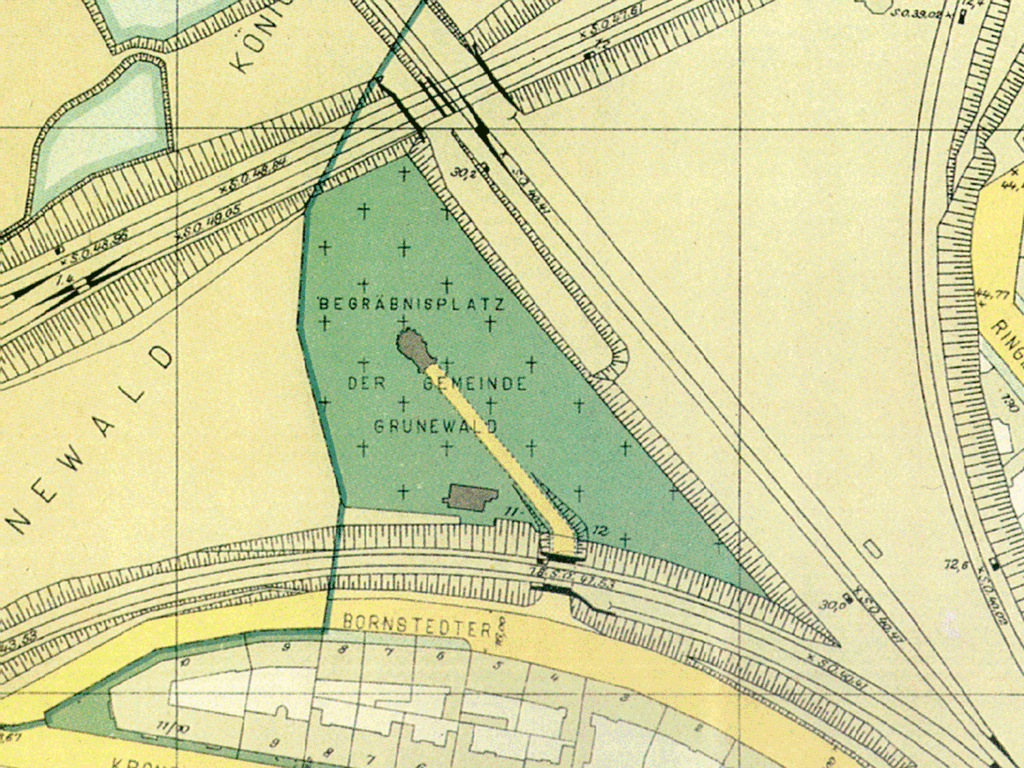
Acesso ao cemitério em 1907 ainda com sub-passagem

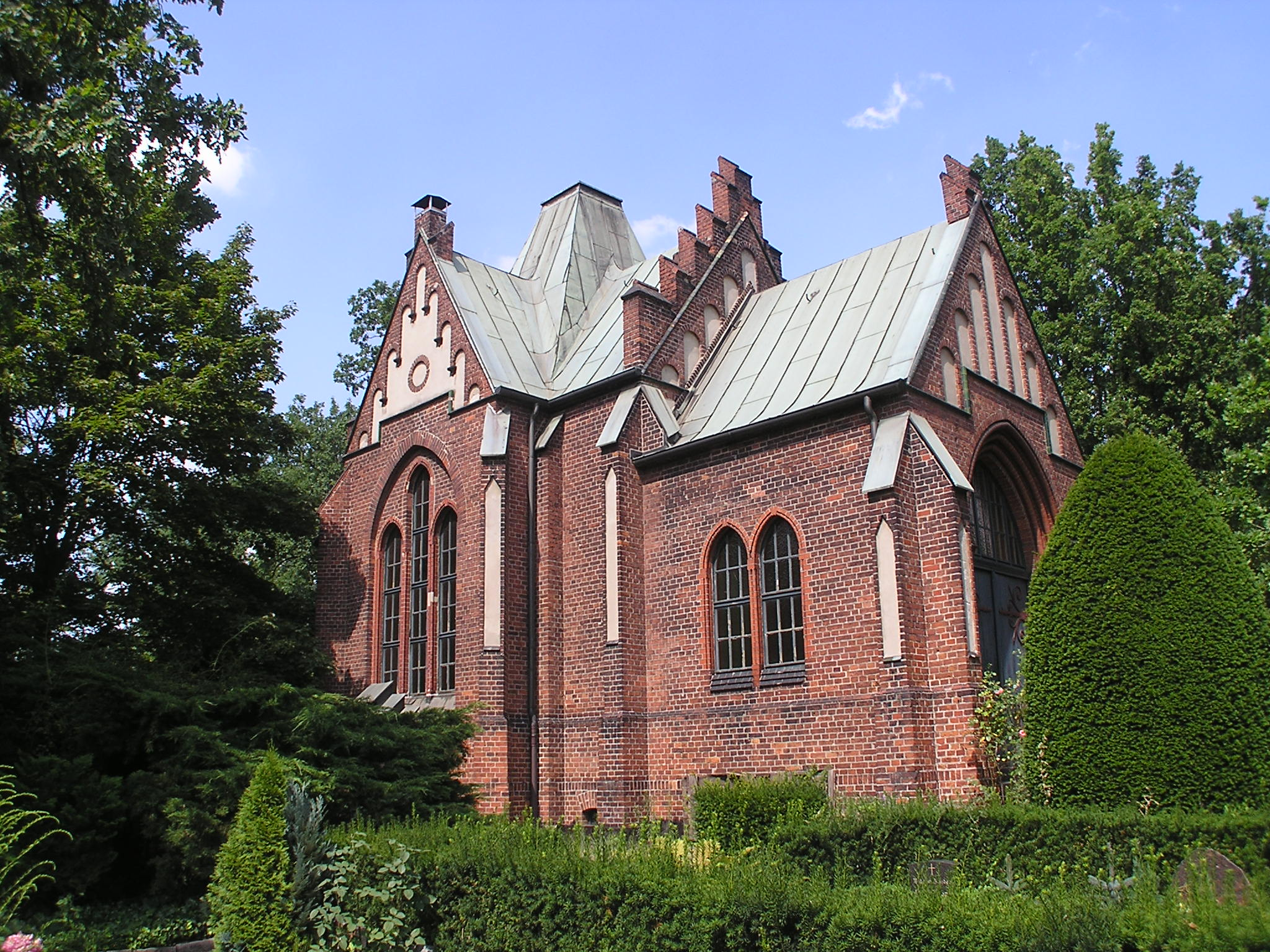
Capela do cemitério em estilo neogótico

## Sepultamentos

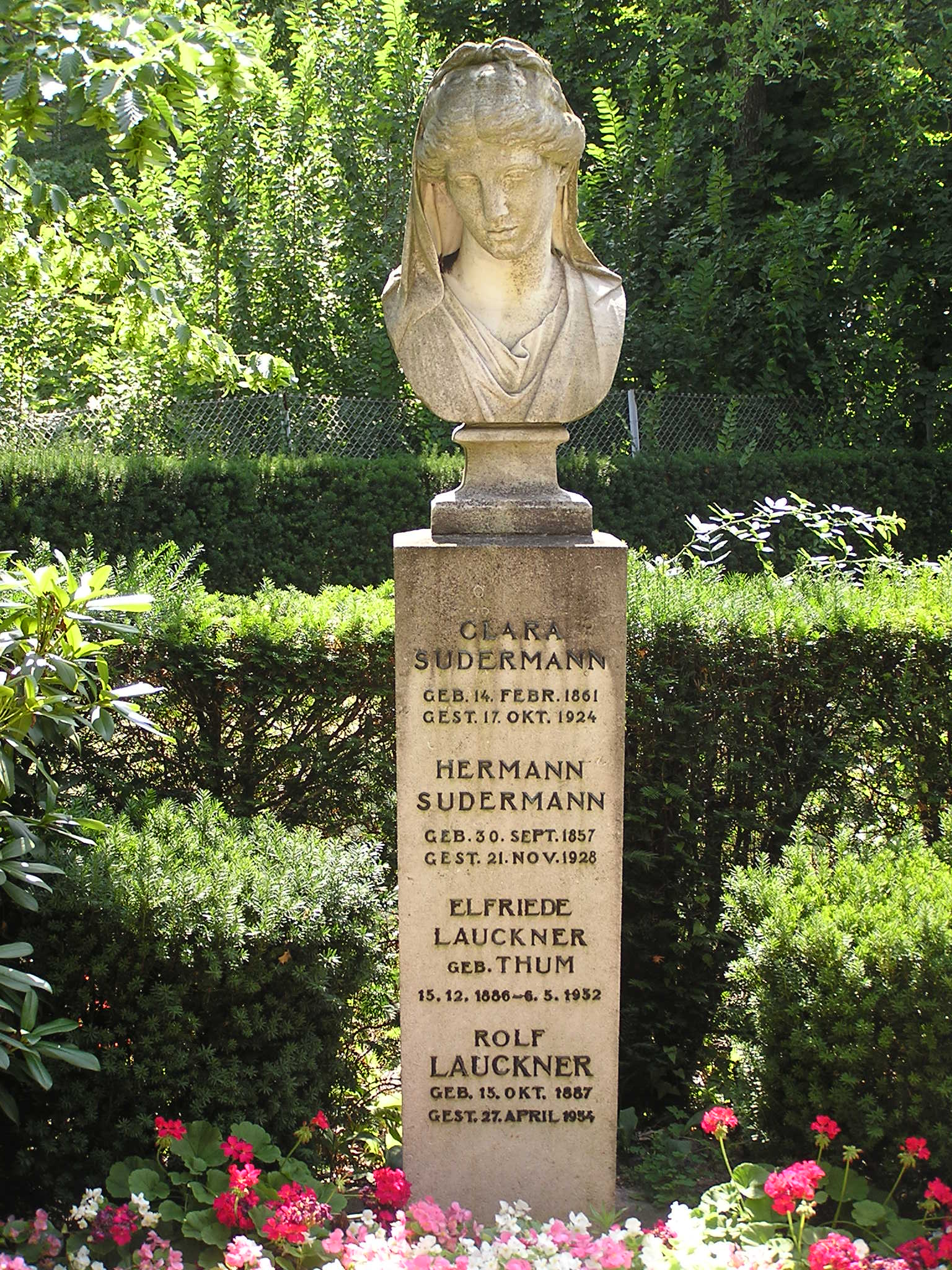
Grabstätte der Sudermanns. Die Büste zeigt Hera, Beschützerin der Frauen. Sie stammt aus dem Schlosspark Blankensee und war eine der Lieblingsfiguren der als Erste gestorbenen Clara.

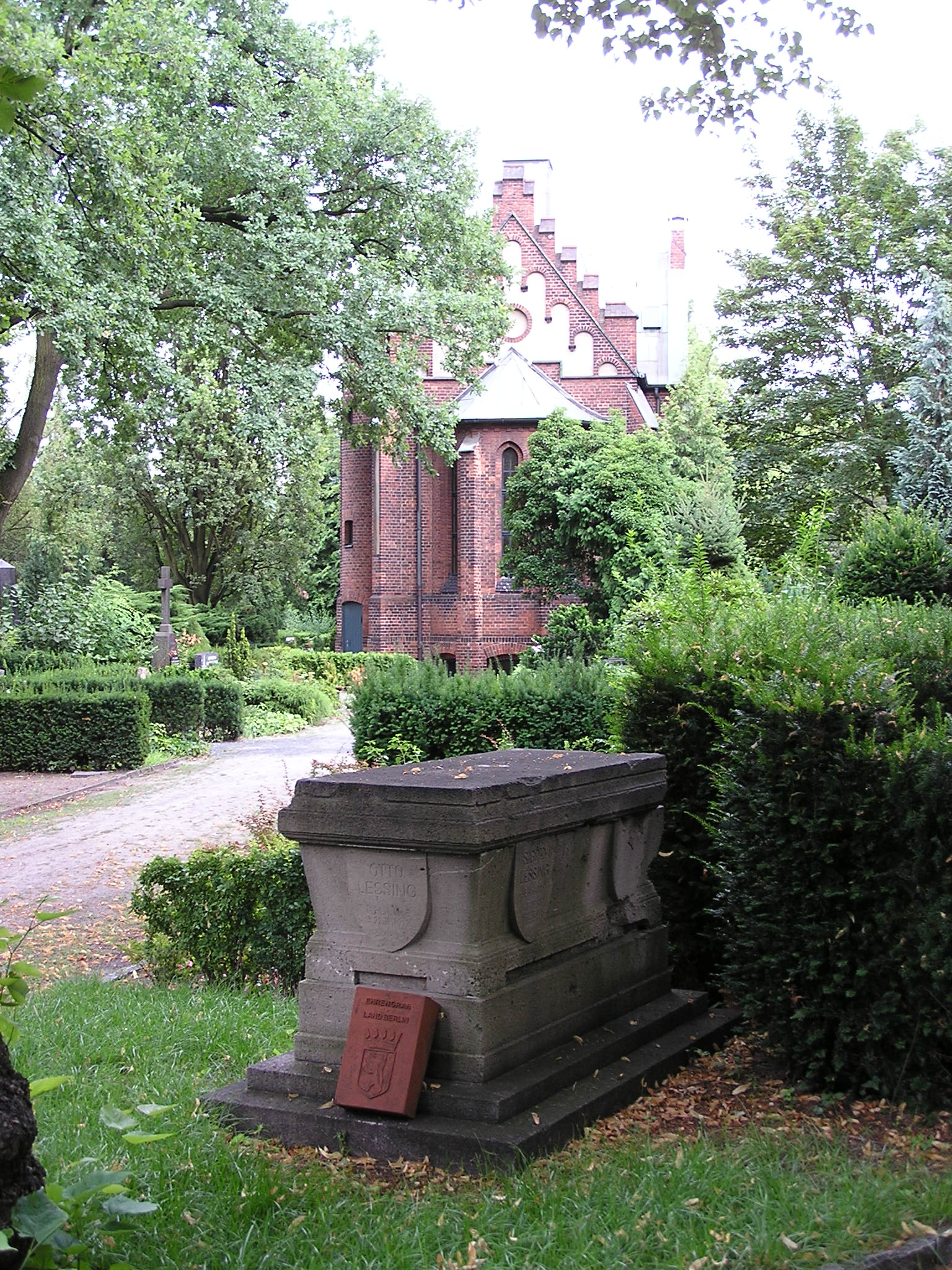
Von Lessing für sein Begräbnis gestalteter Sarkophag, auf dem sich früher eine Skulptur befand

(* = Ehrengrab do Estado de Berlim, ° = antigo Ehrengrab do Estado de Berlin)
- Franz Ahrens (1858–1937), arquiteto, Localização unbekannt bzw. bereits eingeebnet
- Jack Olen Bennett (1914–2001), primeiro piloto do Bloqueio de Berlim, Localização: Abt. I
- Hermann Berthold (1831–1904), Erfinder des Normalsystems der Typografie, Gründer der Schriftgießerei Berthold, Localização: Abt. IV
- Alfred Blaschko° (1858–1922), Hautarzt und Sexualforscher, Localização: Abt. V
- Alexander Conze (1831–1914), arqueólogo, Localização: Abt. III
- Víctor Cruz (1908–1998), Bassist und Sänger, Localização: Abt. I
- Hans Delbrück* (1848–1929), historiador, Localização: Abt. III
- Bernhard Dernburg (1865–1937), Staatswissenschaftler e político, Localização: Abt. IV
- Ernst Dernburg (1887–1960), ator, Localização: Abt. IV
- Friedrich Dernburg* (1832–1911), escritor e embro do Reichstag, Localização: Abt. III
- Alfred Dietrich (1843–1898), ngenheiro naval, Localização: Abt. I
- Georg Elwert (1947–2005), etnólogo, Localização: Abt. III
- Bernhard Felisch (1839–1912), arquiteto, Bauunternehmer und Mitglied des preußischen Abgeordnetenhauses, Localização: Abt. IV
- Arthur Gilka (1875–1938), fabricante de licor, Localização: Abt. V
- Carl Paul Goerz* (1854–1923), empresário, fundador da Optischen Anstalt C. P. Goerz, Localização: Abt. III
- Arthur Heffter (1859–1925), médico e farmacologista, Localização: Abt. V
- Oscar Hertwig (1849–1922), biólogo e anatomista, Localização: Abt. V
- Martin Langen (1866–1926), escritor, Localização: Abt. V
- Jürgen Leinemann (1937–2013), prn, Localização: Abt. V
- Ludwig Leo (1924–2012), arquiteto, Localização: Abt. IV
- Otto Lessing* (1846–1912), escultor (Urgroßneffe von Gotthold Ephraim Lessing), Localização: Abt. IV
- Felix Lindhorst (1867–1955), arquiteto, Localização unbekannt bzw. bereits eingeebnet
- Harro Magnussen (1861–1908), escultor, Localização: Abt. II
- Annemarie von Nathusius (1875–1926), escritora, unbekannt bzw. bereits eingeebnet
- Johannes Orth (1847–1923), médico, anatomista e patologista, Localização: Abt. I
- Hermann Rietschel (1847–1914), Begründer der Heizungs- und Klimatechnik, Localização: Abt. IV
- Emanuel Scharfenberg (1932–2006), escultor, Localização: Abt. V
- Richard Schöne (1840–1922), arqueólogo e Generaldirektor der preußischen Museen, Localização: Abt. V
- Robert Friedrich Karl Scholtz (1877–1956), Kunstmaler und Grafiker , heute Ruhestätte der Familie Lichtfuß, Localização: Abt. V
- Clara Sudermann (1861–1924), escritora, Localização: Abt. V
- Hermann Sudermann* (1857–1928), escritor, Localização: Abt. V
- Hermann Amandus Schwarz (1843–1921), matemático, Localização: Abt. II
- Detlev Schwennicke (1930–2012), pastor e genealogista, Localização: Abt. IV
- Gerburg Treusch-Dieter (1939–2006), Soziologin und Kulturwissenschaftlerin, Localização: Abt. IV
- Walther Waldschmidt (1860–1932), Justizrat, Generaldirektor der Ludwig Loewe & Co., Localização: Abt. V
- Kurt Warnekros (1882–1949), ginecologista, Localização: Abt. V
- Bernhard Wieck (1845–1913), Erster Amts- und Gemeindevorsteher Grunewalds, Localização: Abt. II

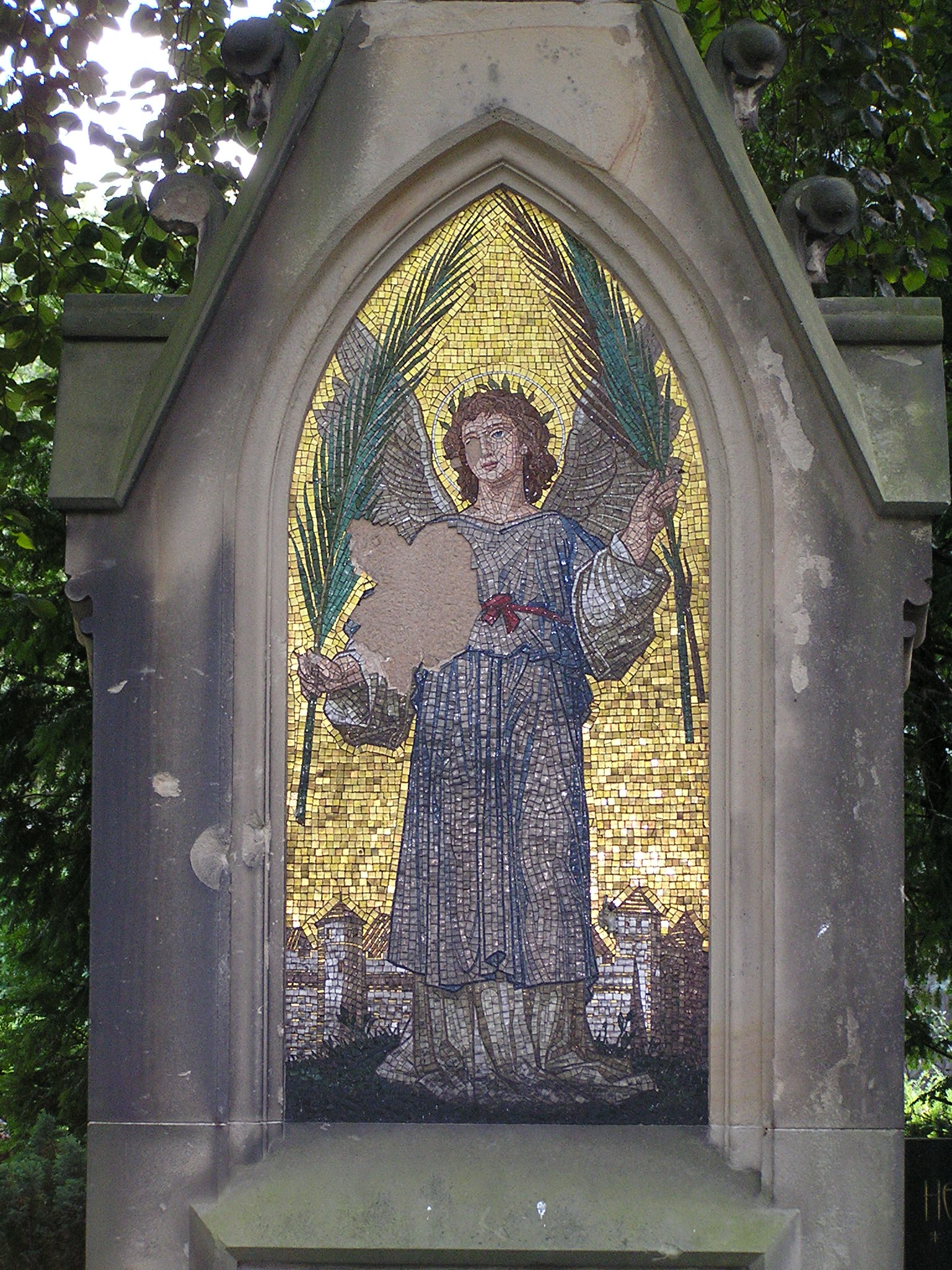
Engelsmosaik auf dem Grabmal Therese Möbius'

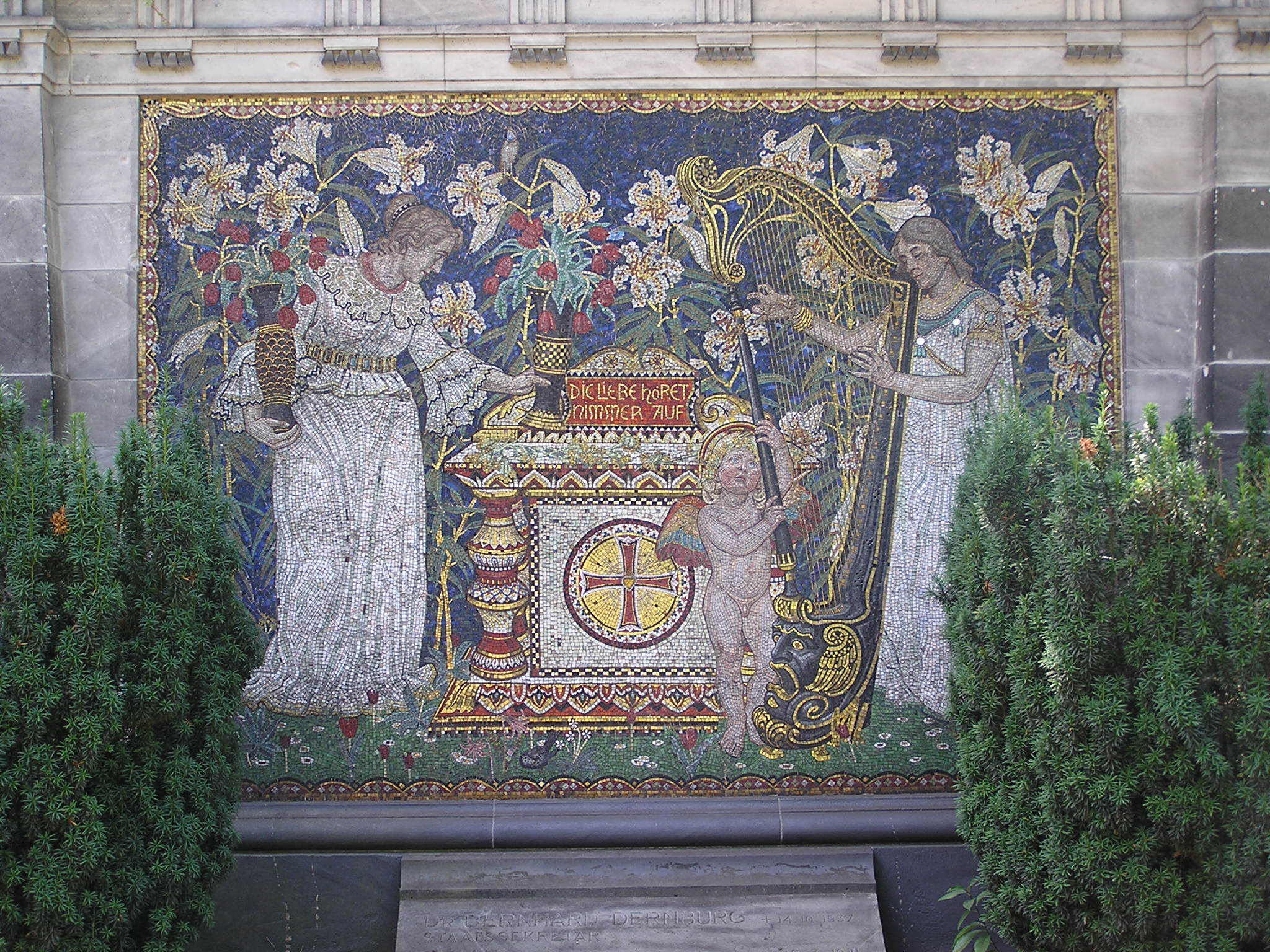
Mosaik am Grabmal der Dernburgs

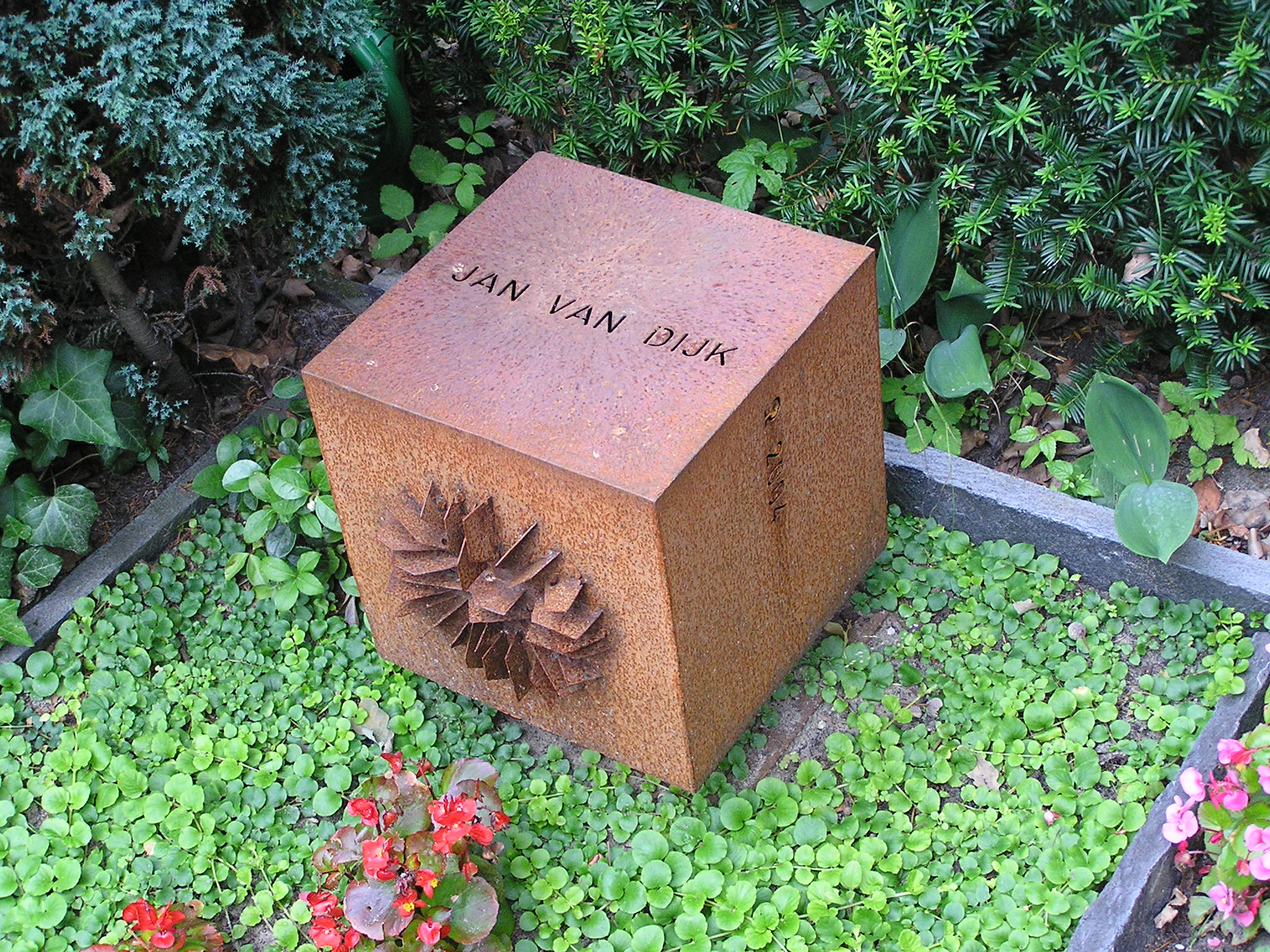
Modern gestaltetes Urnengrab für Jan van Dijk